# Lāharpur
Lāharpur är en ort i Indien.   Den ligger i distriktet Sītāpur och delstaten Uttar Pradesh, i den norra delen av landet, 400 km öster om huvudstaden New Delhi. Lāharpur ligger 142 meter över havet och antalet invånare är 55 911.
Terrängen runt Lāharpur är mycket platt. Runt Lāharpur är det tätbefolkat, med 659 invånare per kvadratkilometer. Det finns inga andra samhällen i närheten. Trakten runt Lāharpur består till största delen av jordbruksmark.